# 福田峰子
福田 峰子（ふくだ みねこ、1981年7月31日 - ）は、長崎県出身の女優。身長は160cm、血液型はA型である。趣味は硬式テニス、特技はバレエ/フラメンコ/ピアノ/英会話。

## 出演歴

### テレビ

#### テレビ朝日
- はぐれ刑事純情派ファイナル第7話
- 特捜戦隊デカレンジャー第6話 － 和崎良美 役

#### 日本テレビ系列
- 仔犬のワルツ

#### WEBドラマ
- 僕と彼女の×××

### CM
- リコー
- ノーリツ鋼機
- 日本生命
- 花王 ビオレ